# ملروس پارک (پنسیلوانیا)
ملروس پارک (به انگلیسی: Melrose Park) یک منطقهٔ مسکونی در ایالات متحده آمریکا است که در پنسیلوانیا قرار دارد. ملروس پارک ۳٬۰۰۶ نفر جمعیت دارد و ۶۱٫۸۸ متر بالاتر از سطح دریا واقع شده‌است.